# Frédéric Mendy (football, 1973)
Pour les articles homonymes, voir Frédéric Mendy et Mendy.
 (janvier 2025).
Frédéric Mendy, né le 29 novembre 1973 à Marseille, est un footballeur français évoluant au poste de défenseur central, devenu entraîneur. Il a été à la tête de l'équipe féminine du Montpellier HSC de 2019 à 2021.

## Biographie

### Carrière en club
Formé au Football Club de Martigues, il rejoint le Sporting Club de Bastia en 1998 et remporte dès ses premiers mois en Corse la Coupe Intertoto. Il passe sept ans en Corse où il est très apprécié des supporters notamment pour son caractère de battant et ses grandes enjambées depuis le camp bastiais. Il dispute la finale de la Coupe de France 2002 que le SC Bastia perd contre le FC Lorient (1-0). 
En 2004, après 187 matchs sous le maillot bleu, il rejoint le Montpellier Hérault, alors en Ligue 2. Il y joue trois saisons avant de prendre sa retraite sportive à l'été 2007. 
Au total, il dispute 218 matchs en Division 1 et 120 matchs en Division 2. 

### Carrière d'entraîneur
Montpellier HSC
Après plusieurs années passées à la formation au MHSC, il est devenu en juillet 2019 l'entraineur de la section féminine du club héraultais, évoluant en Division 1. Il quitte ce poste en avril 2021.
Le 14 Novembre 2022, Frédéric Mendy revient au club, cette fois-ci pour s'occuper de l'équipe masculine en qualité d'entraîneur adjoint de Romain Pitau, récemment nommé entraîneur principal. Il est mis à pied le 7 février 2023 par le club avec Romain Pitau et Pascal Baills pour les mauvais résultats du club.

## Palmarès
- Vainqueur de la Coupe Intertoto 1997 (SC Bastia)
- Finaliste de la Coupe de France 2002 (SC Bastia)
- Champion du monde militaire (1995)

## Statistiques

### Entraîneur
| Saison    | Club                | Championnat | Championnat | Championnat | Championnat | Championnat | Coupe nationale | Coupe nationale | Coupe nationale | Coupe nationale | Total  | Total | Total | Total | % Victoires |
| Saison    | Club                | Division    | Matchs      | V           | N           | D           | Matchs          | V               | N               | D               | Matchs | V     | N     | D     | % Victoires |
| --------- | ------------------- | ----------- | ----------- | ----------- | ----------- | ----------- | --------------- | --------------- | --------------- | --------------- | ------ | ----- | ----- | ----- | ----------- |
| 2019-2020 | Montpellier HSC (F) | Division 1  | 16          | 9           | 3           | 4           | 3               | 2               | 1               | 0               | 19     | 11    | 4     | 4     | 57,89 %     |
| 2019-     | Total Montpellier   | —           | 16          | 9           | 3           | 4           | 3               | 2               | 1               | 0               | 19     | 11    | 4     | 4     | 57,89 %     |
|           | -                   | -           | -           | -           | -           | -           | -               | -               | -               | -               | -      | -     | -     |       |             |